# Hanna Eigel
Hanna Eigel (Viena, 20 de maio de 1939) é uma ex-patinadora artística austríaca, que competiu no individual feminino. Ela conquistou uma medalha de prata e uma de bronze campeonatos mundiais, foi duas vezes campeã do europeia e foi campeã do campeonato nacional austríaco. Eigel disputou os Jogos Olímpicos de Inverno de 1956 terminando na quinta posição.

## Principais resultados
| Resultados                                            | Resultados       | Resultados        | Resultados    | Resultados       | Resultados    | Resultados    | Resultados    | Resultados    | Resultados    | Resultados    | Resultados    | Resultados    |
| Internacional                                         | Internacional    | Internacional     | Internacional | Internacional    | Internacional | Internacional | Internacional | Internacional | Internacional | Internacional | Internacional | Internacional |
| Evento/Temporada                                      | 1953– 1954       | 1954– 1955        | 1955– 1956    | 1956– 1957       |               |               |               |               |               |               |               |               |
| ----------------------------------------------------- | ---------------- | ----------------- | ------------- | ---------------- | ------------- | ------------- | ------------- | ------------- | ------------- | ------------- | ------------- | ------------- |
| Jogos Olímpicos                                       |                  |                   | 5.ª           |                  |               |               |               |               |               |               |               |               |
| Campeonato Mundial                                    | 7.ª              | Medalha de bronze | 5.ª           | Medalha de prata |               |               |               |               |               |               |               |               |
| Campeonato Europeu                                    | 6.ª              | Medalha de ouro   |               | Medalha de ouro  |               |               |               |               |               |               |               |               |
| Nacional                                              |                  |                   |               |                  |               |               |               |               |               |               |               |               |
| Campeonato Austríaco                                  | Medalha de prata | Medalha de prata  |               | Medalha de ouro  |               |               |               |               |               |               |               |               |
|                                                       |                  |                   |               |                  |               |               |               |               |               |               |               |               |
| Legenda: Competição não foi disputada nesta temporada |                  |                   |               |                  |               |               |               |               |               |               |               |               |